# Belgien ved vinter-OL 2018
Belgien deltog i vinter-OL 2018 i Pyeongchang, Sydkorea i perioden 9. – 25. februar 2018.

## Deltagere
Følgende atleter vil deltage i nedennævnte sportsgrene: 
| Sportsgren            | Herrer | Damer | Total |
| --------------------- | ------ | ----- | ----- |
| Alpint skiløb         | 2      | 1     | 3     |
| Bobslæde              | 0      | 4     | 4     |
| Hurtigløb på skøjter  | 2      | 1     | 3     |
| Kunstskøjteløb        | 1      | 1     | 2     |
| Langrend              | 1      | 0     | 1     |
| Skeleton              | 1      | 0     | 1     |
| Short track skøjteløb | 2      | 0     | 2     |
| Skiskydning           | 2      | 0     | 2     |
| Snowboard             | 2      | 1     | 3     |
| Total                 | 13     | 8     | 21    |

## Medaljer
| 2018 Pyeongchang | Guld | Sølv | Bronze | Total |
| Belgien          | 0    | 1    | 0      | 1     |

### Medaljevindere
| Medalje | Navn        | Sport                | Event               | Dato        |
| ------- | ----------- | -------------------- | ------------------- | ----------- |
| Sølv    | Bart Swings | Hurtigløb på skøjter | Mændenes massestart | 25. februar |